# Ерих II (Мекленбург)
Ерих II фон Мекленбург (на немски: Erich II von Mecklenburg; * 3 септември 1483; † 22 декември 1508) е херцог на Мекленбург (1503 – 1508) в Мекленбург-Шверин.

## Живот
Той е вторият син на херцог Магнус II (1441 – 1503) и на принцеса София Померанска (1460 – 1504), дъщеря на херцог Ерих II от Померания.
На 17 април 1494 г. Ерих се записва да следва в университет Росток и три пъти е почетен ректор на унивеситета. От 1503 г. Ерих управлява заедно с братята си Хайнрих V (1479 – 1552) и Албрехт VII (1486 – 1547) и с чичо си Балтазар (1451 – 1507).
Ерих умира на 21 декември или на 22 декември 1508 г. и е погребан в катедралата на Доберан. Той не е женен и няма деца.